# Melody Maker
Melody Maker byl britský týdeník. Byl založen v roce 1926 skladatelem Lawrencem Wrightem a původně se věnoval taneční hudbě. V padesátých letech se věnoval převážně jazzové hudbě a později popu a rocku. Mezi novináře, kteří pro časopis psali, patří například Richard Williams, Lenny Kaye nebo Chris Welch. Roku 2000 byl sloučen s novějším magazínem The New Musical Express. Některé fotografie jazzových, beatových a rockových hudebníků do časopisu dodával dánský fotograf Jan Persson.